# Obras arquitectónicas del siglo XX de Frank Lloyd Wright
Obras arquitectónicas del siglo XX de Frank Lloyd Wright es un sitio del Patrimonio de la Humanidad de la UNESCO que consta de una selección de ocho edificios en los Estados Unidos que fueron diseñados por el arquitecto estadounidense Frank Lloyd Wright . Estos sitios muestran su filosofía de la arquitectura orgánica , diseñando edificaciones que estaban en armonía con la humanidad y su entorno. El trabajo de Wright tuvo una influencia internacional en el desarrollo de la arquitectura en el siglo XX.

Este bien cultural comprende ocho edificios, construidos en los Estados Unidos, que fueron diseñados por este célebre arquitecto en la primera década del siglo XX. Entre ellos figuran la “Casa de la Cascada” construida en Mill Run (Pensilvania), la casa de Herbert y Katherine Jacobs situada en Madison (Wisconsin) y el Museo Guggenheim de Nueva York. Esos edificios son una muestra de la “arquitectura orgánica” concebida por Wright, que se caracteriza por el plan abierto de las construcciones, la difuminación de los límites entre el interior y el exterior de éstas, y la utilización extremadamente original de materiales como el acero y el hormigón. Las soluciones arquitectónicas innovadoras de la “arquitectura orgánica” satisficieron plenamente en su día las necesidades funcionales de los edificios interesados, ya se tratara de viviendas, de lugares de trabajo o culto religioso, o de espacios para actividades lúdicas y culturales. Las realizaciones de Wright en esa década influyeron enormemente en la evolución de la arquitectura moderna en Europa.
Nota informativa en el sitio oficial de la Unesco

## Nominación
Gracias a los esfuerzos liderados por la Frank Lloyd Wright Conservancy, una organización sin ánimo de lucro, una primera selección de diez edificios se incluyó originalmente en la Lista Indicativa del Patrimonio Mundial en 2008. Luego aumentó a 11 sitios en 2011, pero el edificios de la S. C. Johnson & Son Inc. Administration Building and Research Tower en Racine (Wisconsin), finalmente fue retirado. La UNESCO remitió una propuesta de inscripción de 2015 para su revisión en julio de 2016. La Conservancy lideró —a través del Frank Lloyd Wright World Heritage Council— trabajando en estrecha colaboración con el Servicio de Parques Nacionales y la UNESCO, para reconsiderar la propuesta original y hacer cambios.
En diciembre de 2018, se presentó una propuesta revisada con ocho edificios, excluyendo de la propuesta a la Price Tower en Bartlesville, Oklahoma, y al Marin County Civic Center en San Rafael, California. En junio siguiente, el  International Council on Monuments and Sites  emitió una recomendación positiva. El sitio fue inscrito finalmente en la lista del Patrimonio Mundial en julio de 2019.

## Listado del Patrimonio Mundial
Frank Lloyd Wright (1867-1959) se crio en la zona rural de Wisconsin y estudió ingeniería civil en la Universidad de Wisconsin. Luego fue aprendiz con arquitectos destacados de la escuela de arquitectura de Chicago, particularmente con Louis Sullivan. Wright abrió su propia firma para la práctica profesional, exitosa, en Chicago en 1893 y desarrolló una casa y un estudio influyentes en Oak Park, Illinois. En el siglo XX, se convirtió en uno de los arquitectos más reconocidos del mundo. [8] [9]
Los ocho edificios representativos de Wright seleccionados para el Patrimonio de la Humanidad fueron diseñados en la primera mitad del siglo XX. El primer edificio incluido, el Unity Temple (001), se completó en 1908, y el último, The Guggenheim (008) —aunque su diseño comenzó en la década de 1940— se completó en 1959, el año en que murió Wright.
Frank Lloyd Wright (1867-1959) se crio en la zona rural de Wisconsin y estudió ingeniería civil en la Universidad de Wisconsin. Luego fue aprendiz de arquitectos destacados en la escuela de arquitectura de Chicago , particularmente de Louis Sullivan . Wright abrió su propio estudio profesional exitoso en Chicago en 1893 y desarrolló una casa y un estudio influyentes en Oak Park, Illinois . En el siglo XX, se convirtió en uno de los arquitectos más reconocidos del mundo.
Los ocho edificios representativos de Wright seleccionados para el Patrimonio de la Humanidad fueron diseñados en la primera mitad del siglo XX. El primer edificio incluido, Unity Temple (001), se completó en 1908, y el último, Museo Solomon R. Guggenheim (008) —aunque su diseño comenzó en la década de 1940— se completó en 1959, el año en que murió Wright. 
| Imagen | ID          | Nombre                          | Localización            | Descripción | Coordenadas                                             | Área de propiedad (Zona de influencia) |
| ------ | ----------- | ------------------------------- | ----------------------- | --- | ------------------------------------------------------- | -------------------------------------- |
|        | 1496rev-001 | Unity Temple                    | Oak Park, Illinois      | Completado en 1908, este edificio de iglesia sin precedentes utilizó hormigón armado de formas novedosas, creando un espacio lleno de luz con los "colores de la naturaleza". Su uso de este único material ha hecho que se considere el primer "edificio moderno" del mundo. | 41°53′18″N 87°47′48″O / 41.88833, -87.79667             | 0,167 ha (10,067 ha)                   |
|        | 1496rev-002 | Casa Frederick C. Robie         | Chicago, Illinois       | Esta casa unifamiliar de 1910 se considera una obra maestra de la arquitectura de la Prairie School. Sus «líneas horizontales amplias y amplias; techos bajos en voladizo con aleros colgantes; y una planta interior abierta ... ejemplifican el objetivo de Wright de diseñar edificios en armonía con la naturaleza». Un contribuyente significativo al concepto de llevar la naturaleza al interior son las 175 ventanas y puertas de vidrio emplomado, que presentan un diseño de «abstracción de formas orgánicas». | 41°47′23.4″N 87°35′45.3″O / 41.789833, -87.595917       | 0,130 ha (1,315 ha)                    |
|        | 1496rev-003 | Taliesin                        | Spring Green, Wisconsin | Comenzado en 1911 y nunca terminado realmente, Taliesin (en galés, 'frente brillante') se convirtió en el hogar de Wright, en su estudio y en una escuela de arquitectura . Construyó la gran finca en la cima de una cresta, para ser «de la colina, no sobre ella». Es quizás su exploración más extensa y larga de la teoría orgánica de la arquitectura y la Prairie School. | 43°08′30″N 90°04′15″E / 43.14153, 90.07091              | 4,931 ha (200,899 ha)                  |
|        | 1496rev-004 | Hollyhock House                 | Los Ángeles, California | El primer encargo de Wright en Los Ángeles, la casa Hollyhock (construida entre 1918 y 1921) estaba destinada a ser parte de una colonia de artes y un complejo de teatro en vivo en East Hollywood, construido cerca de la época en que despegaba el negocio cinematográfico del sur de California. El trabajo de Wright y de sus jóvenes aprendices se convirtió en un trampolín hacia lo que se conoció como Modernismo de California. La edificación «integra a la perfección el interior con los jardines al aire libre y los espacios habitables». | 34°05′59.85″N 118°17′40.61″O / 34.0999583, -118.2946139 | 4,608 ha (13,986 ha)                   |
|        | 1496rev-005 | Fallingwater                    | Mill Run, Pennsylvania  | Construida como una casa de verano en 1935, Fallingwater personifica las ideas de arquitectura orgánica de Wright. Colocada como si "flotara" sobre un arroyo y una cascada, sus terrazas en voladizo sobre la roca y espacios geométricos de hormigón armado se mezclan con las formaciones rocosas naturales del entorno. Wright quería que la pareja que encargó el trabajo no solo mirara el arroyo en su propiedad de verano, sino que «viviera con la cascada ... como una parte integral de [sus] vidas». El American Institute of Architects ha calificado a Fallingwater como «la mejor obra de todos los tiempos de la arquitectura estadounidense». | 39°54′22″N 79°28′5″O / 39.90611, -79.46806              | 11,212 ha (282,299 ha)                 |
|        | 1496rev-006 | Casa Herbert y Katherine Jacobs | Madison, Wisconsin      | Construida durante la Gran Depresión, las ideas para la Jacobs House (1937) surgieron de una idea de planificación urbana de Wright que proporcionaría una comunidad de viviendas unifamiliares asequibles bien construidas. Wright inicialmente llamó a esta estética Usoniana, una palabra acuñada a principios del siglo XX para "estadounidense". Trabajando con un presupuesto de menos de 5000$, Wright combinó su planta de diseño abierto, espacios funcionales y el uso de madera, ladrillo, hormigón teñido y grandes ventanas, para combinar con un pequeño lote de vecindario ajardinado.                                                          | 43°3′31″N 89°26′29″O / 43.05861, -89.44139              | 0,139 ha (1,286 ha)                    |
|        | 1496rev-007 | Taliesin West                   | Scottsdale, Arizona     | En 1937, Wright comenzó a construir su casa de invierno, con un estudio y un centro de becas arquitectónicas en las estribaciones de las montañas McDowell de Arizona. La propiedad fue diseñada por Wright y sus estudiantes, y construida usando madera, piedra de origen local y hormigón de arena mixta. Taliesin West se implantó en el paisaje con habitaciones superpuestas interiores y exteriores, un jardín triangular de plantas nativas y una piscina triangular. | 33°36′22.8″N 111°50′45.5″O / 33.606333, -111.845972     | 4,285 ha (198,087 ha)                  |
|        | 1496rev-008 | Museo Solomon R. Guggenheim     | Ciudad de Nueva York    | El trabajo de Wright para la Fundación Guggenheim en las décadas de 1940 y 1950 volvió a concebir el edificio del museo moderno como un lugar de conversación con el arte mismo. Wright también pensó que era importante colocar el museo frente a áreas naturales en Central Park, e incorporó las formas sinuosas de la naturaleza en la estructura en espiral.. | 40°46′59″N 73°57′32″E / 40.782975, 73.958992            | 0,251 ha (2,164 ha)                    |